# 高松エクスプレス京都号
高松エクスプレス京都号（たかまつエクスプレスきょうとごう）は、京都府京都市と香川県高松市を結ぶ昼行高速バスである。
全便座席指定制で、乗車には予約が必要。
便名コードは390xx。

## 概要
「高松エクスプレス京都号」はジェイアール四国バス、西日本ジェイアールバス、四国高速バス、京阪バスの4社の共同運行で2001年3月に運行開始した路線である。本路線は大阪 - 高松線や神戸 - 高松線の関係とは異なり、運行開始からJRバス2社（ジェイアール四国バス・西日本ジェイアールバス）と民鉄系の四国高速バス・京阪バスできっぷ・回数券の共通化、予約・発券場所の共通化、乗車場所・時刻表の共通化を含めた完全な共同運行体制となっていて、愛称も各社とも「高松エクスプレス京都号」に統一されている。

## 運行会社
- 西日本ジェイアールバス（京都営業所）
- ジェイアール四国バス（高松支店）
- 京阪バス（洛南営業所）
- 四国高速バス（高松営業所）

## 運行経路および停車停留所
※カッコ内の数字は駅コード。
京都駅(25) - （名神高速道路） - 名神大山崎(24)　- 名神高槻(23) -（中国自動車道） - （山陽自動車道） - （神戸淡路鳴門自動車道） - （高松自動車道） - 鳴門西(14) - 高速引田(13) - 高速大内(12) - 高速津田(11) - 高速志度(10) - 高速三木(29) - 高松中央インターバスターミナル(09) - （国道11号） - ゆめタウン高松(07) - 栗林公園前(06) - 県庁通り(05) - 高松駅(04)
- 途中室津PAで10分間休憩する。
- 超多客期には名神大山崎・名神高槻に停車しない。

## 運行回数
1日6往復
- ジェイアール四国バス - 2往復
- 西日本ジェイアールバス - 2往復
- 四国高速バス - 1往復
- 京阪バス - 1往復

過去に四国高速バスが2往復、ジェイアール四国バスが1往復だった時期もあった。

## 歴史
- 2001年（平成13年）
  - 3月30日 - 西日本JRバス、四国旅客鉄道（当時）、京阪バス、四国高速バスが高松エクスプレス京都号の運行を開始[3]。
    - 京都駅烏丸口 - 高松駅（仮駅舎）を名神高速・中国道・山陽道・神戸淡路鳴門自動車道（明石海峡大橋）・徳島県道12号鳴門池田線・高松自動車道経由、ハイデッカーまたはスーパーハイデッカー4列シート車で運行。

  - 5月13日 - 高松駅4代目駅舎と高松駅前バスターミナルの完成に伴い、高松側のターミナルを同地に変更。
- 2002年（平成14年）
  - 7月22日 - 高松道鳴門IC - 板野IC開通により経路変更。
  - 8月1日 - 鳴門西停留所を新設。
  - 11月1日 - 運行経路を小変更。ゆめタウン高松、高松中央インター南停留所を新設、高松中央インター口停留所を廃止。
- 2005年（平成17年）10月1日 - 名神大山崎、名神高槻、高松中央インターバスターミナル（ただし乗車のみで、高松中央インター南停留所はこの時点ではそのまま）、栗林公園前停留所を新設。
- 2006年（平成18年）7月1日 - 高松中央インターバスターミナル降車停留所新設。高松中央インター南停留所廃止。
- 2007年（平成19年）2月26日 - 高速三木停留所を新設。
- 2009年（平成21年）4月1日 - 土日祝のみ1日7往復に増便[4]。
- 2013年（平成25年）10月1日 - 高松駅前バスターミナルの高速バス乗り場が高松駅南口近くに変更。
- 2020年（令和2年）
  - 4月13日 - 新型コロナウィルス感染症（COVID-19）の影響で全便が運休[5]。
  - 7月17日 - ジェイアール四国バス担当便の2往復、西日本ジェイアールバス担当便の1往復、京阪バス担当便の1往復が運行再開（暫定1日4往復体制）[6]。後に四国高速バス便も運行再開。
- 2022年（令和4年）6月30日 - ジェイアール四国バスのゆめタウンバスプラザ（「ゆめタウン高松」上り停留所前のバス乗車券販売所）を廃止[7]。同じ場所にある四国高速バスの窓口は営業継続。
- 2023年（令和5年）4月1日 - 土日祝の増便を廃止（1日6往復体制に変更）[8]。

## 車両
各社とも原則はハイデッカー車（続行便の一部車両はスーパーハイデッカー車）で運行。各社の主な使用車種は以下のとおり。
- ジェイアール四国バス：三菱ふそう・エアロエース（2007年モデル）、三菱ふそう・エアロエース（2019年モデル）、日野・セレガ（2代目）
- 西日本ジェイアールバス：日野・セレガ（2代目）、いすゞ・ガーラ（2代目）、三菱ふそう・エアロエース（2019年モデル）
- 四国高速バス：日野・セレガ（2代目）、三菱ふそう・エアロエース（2007年モデル）
- 京阪バス：三菱ふそう・エアロエース（2007年モデル）

### 車内設備
- 4列リクライニングシート
- トイレ
- 無料Wi-Fiスポット
- コンセントもしくは充電専用USBポート